# Cho Yoon-ok
Cho Yoon-ok (조윤옥?, 趙潤玉?; 25 febbraio 1940 – 22 giugno 2002) è stato un calciatore sudcoreano, di ruolo attaccante.

## Statistiche

### Cronologia presenze e reti in nazionale
| Cronologia completa delle presenze e delle reti in nazionale ― Corea del Sud | Cronologia completa delle presenze e delle reti in nazionale ― Corea del Sud | Cronologia completa delle presenze e delle reti in nazionale ― Corea del Sud | Cronologia completa delle presenze e delle reti in nazionale ― Corea del Sud | Cronologia completa delle presenze e delle reti in nazionale ― Corea del Sud | Cronologia completa delle presenze e delle reti in nazionale ― Corea del Sud | Cronologia completa delle presenze e delle reti in nazionale ― Corea del Sud | Cronologia completa delle presenze e delle reti in nazionale ― Corea del Sud |
| Data                                                                         | Città                                                                        | In casa                                                                      | Risultato                                                                    | Ospiti                                                                       | Competizione                                                                 | Reti                                                                         | Note                                                                         |
| ---------------------------------------------------------------------------- | ---------------------------------------------------------------------------- | ---------------------------------------------------------------------------- | ---------------------------------------------------------------------------- | ---------------------------------------------------------------------------- | ---------------------------------------------------------------------------- | ---------------------------------------------------------------------------- | ---------------------------------------------------------------------------- |
| 1-9-1959                                                                     | Kuala Lumpur                                                                 | Vietnam del Sud                                                              | 3 – 2                                                                        | Corea del Sud                                                                | Pestabola Merdeka 1959                                                       | 1                                                                            |                                                                              |
| 2-9-1959                                                                     | Kuala Lumpur                                                                 | Corea del Sud                                                                | 4 – 1                                                                        | Singapore                                                                    | Pestabola Merdeka 1959                                                       | -                                                                            | 30’                                                                          |
| 6-9-1959                                                                     | Kuala Lumpur                                                                 | Corea del Sud                                                                | 3 – 1                                                                        | Giappone                                                                     | Pestabola Merdeka 1959                                                       | 1                                                                            |                                                                              |
| 7-9-1959                                                                     | Kuala Lumpur                                                                 | Malaysia                                                                     | 2 – 4                                                                        | Corea del Sud                                                                | Amichevole                                                                   | 1                                                                            |                                                                              |
| 13-9-1959                                                                    | Singapore                                                                    | Singapore                                                                    | 0 – 4                                                                        | Corea del Sud                                                                | Amichevole                                                                   | 1                                                                            |                                                                              |
| 14-10-1960                                                                   | Seul                                                                         | Corea del Sud                                                                | 5 – 1                                                                        | Vietnam del Sud                                                              | Coppa d'Asia 1960                                                            | 2                                                                            |                                                                              |
| 17-10-1960                                                                   | Seul                                                                         | Corea del Sud                                                                | 3 – 0                                                                        | Israele                                                                      | Coppa d'Asia 1960                                                            | 2                                                                            |                                                                              |
| 21-10-1960                                                                   | Seul                                                                         | Corea del Sud                                                                | 1 – 0                                                                        | Taiwan                                                                       | Coppa d'Asia 1960                                                            | -                                                                            | 36’                                                                          |
| 6-11-1960                                                                    | Seul                                                                         | Corea del Sud                                                                | 2 – 1                                                                        | Giappone                                                                     | Qual. Mondiali 1962                                                          | -                                                                            |                                                                              |
| 11-6-1961                                                                    | Tokyo                                                                        | Giappone                                                                     | 0 – 2                                                                        | Corea del Sud                                                                | Qual. Mondiali 1962                                                          | -                                                                            |                                                                              |
| 8-10-1961                                                                    | Belgrado                                                                     | Jugoslavia                                                                   | 5 – 1                                                                        | Corea del Sud                                                                | Qual. Mondiali 1962                                                          | -                                                                            |                                                                              |
| 18-10-1961                                                                   | Ankara                                                                       | Turchia                                                                      | 1 – 0                                                                        | Corea del Sud                                                                | Amichevole                                                                   | -                                                                            |                                                                              |
| 28-10-1961                                                                   | Yangon                                                                       | Birmania                                                                     | 1 – 3                                                                        | Corea del Sud                                                                | Amichevole                                                                   | -                                                                            |                                                                              |
| 4-11-1961                                                                    | Bangkok                                                                      | Thailandia                                                                   | 1 – 4                                                                        | Corea del Sud                                                                | Amichevole                                                                   | -                                                                            |                                                                              |
| 26-11-1961                                                                   | Seul                                                                         | Corea del Sud                                                                | 1 – 3                                                                        | Jugoslavia                                                                   | Qual. Mondiali 1962                                                          | -                                                                            |                                                                              |
| 24-8-1962                                                                    | Giacarta                                                                     | Corea del Sud                                                                | 2 – 0                                                                        | India                                                                        | Giochi asiatici 1962                                                         | -                                                                            |                                                                              |
| 27-8-1962                                                                    | Giacarta                                                                     | Corea del Sud                                                                | 3 – 2                                                                        | Thailandia                                                                   | Giochi asiatici 1962                                                         | -                                                                            |                                                                              |
| 30-8-1962                                                                    | Giacarta                                                                     | Corea del Sud                                                                | 1 – 0                                                                        | Giappone                                                                     | Giochi asiatici 1962                                                         | 1                                                                            |                                                                              |
| 1-9-1962                                                                     | Giacarta                                                                     | Malaysia                                                                     | 1 – 2                                                                        | Corea del Sud                                                                | Giochi asiatici 1962                                                         | -                                                                            |                                                                              |
| 4-9-1962                                                                     | Giacarta                                                                     | India                                                                        | 2 – 1                                                                        | Corea del Sud                                                                | Giochi asiatici 1962                                                         | -                                                                            |                                                                              |
| 12-10-1962                                                                   | Seul                                                                         | Corea del Sud                                                                | 2 – 0                                                                        | Indonesia                                                                    | Amichevole                                                                   | -                                                                            |                                                                              |
| 14-10-1962                                                                   | Seul                                                                         | Corea del Sud                                                                | 2 – 0                                                                        | Indonesia                                                                    | Amichevole                                                                   | -                                                                            | 45’                                                                          |
| 11-8-1963                                                                    | Kuala Lumpur                                                                 | Corea del Sud                                                                | 5 – 1                                                                        | Thailandia                                                                   | Pestabola Merdeka 1963                                                       | 3                                                                            |                                                                              |
| 13-8-1963                                                                    | Kuala Lumpur                                                                 | Corea del Sud                                                                | 1 – 1                                                                        | Giappone                                                                     | Pestabola Merdeka 1963                                                       | -                                                                            |                                                                              |
| 14-8-1963                                                                    | Kuala Lumpur                                                                 | Vietnam del Sud                                                              | 1 – 3                                                                        | Corea del Sud                                                                | Pestabola Merdeka 1963                                                       | 1                                                                            |                                                                              |
| 16-8-1963                                                                    | Kuala Lumpur                                                                 | Malaysia                                                                     | 3 – 0                                                                        | Corea del Sud                                                                | Pestabola Merdeka 1963                                                       | -                                                                            |                                                                              |
| 18-8-1963                                                                    | Kuala Lumpur                                                                 | Taiwan                                                                       | 1 – 0                                                                        | Corea del Sud                                                                | Pestabola Merdeka 1963                                                       | -                                                                            |                                                                              |
| 14-8-1965                                                                    | Kuala Lumpur                                                                 | Thailandia                                                                   | 3 – 2                                                                        | Corea del Sud                                                                | Pestabola Merdeka 1965                                                       | 1                                                                            |                                                                              |
| 17-8-1965                                                                    | Kuala Lumpur                                                                 | Malaysia                                                                     | 0 – 2                                                                        | Corea del Sud                                                                | Pestabola Merdeka 1965                                                       | 1                                                                            |                                                                              |
| 21-8-1965                                                                    | Ipoh                                                                         | Vietnam del Sud                                                              | 0 – 0                                                                        | Corea del Sud                                                                | Pestabola Merdeka 1965                                                       | -                                                                            |                                                                              |
| 23-8-1965                                                                    | Kuala Lumpur                                                                 | Corea del Sud                                                                | 1 – 0                                                                        | India                                                                        | Pestabola Merdeka 1965                                                       | -                                                                            |                                                                              |
| 25-8-1965                                                                    | Kuala Lumpur                                                                 | Corea del Sud                                                                | 1 – 0                                                                        | Hong Kong                                                                    | Pestabola Merdeka 1965                                                       | -                                                                            |                                                                              |
| 28-8-1965                                                                    | Kuala Lumpur                                                                 | Corea del Sud                                                                | 1 – 1                                                                        | Taiwan                                                                       | Pestabola Merdeka 1965                                                       | 1                                                                            |                                                                              |
| 21-8-1966                                                                    | Kuala Lumpur                                                                 | Thailandia                                                                   | 1 – 2                                                                        | Corea del Sud                                                                | Pestabola Merdeka 1966                                                       | -                                                                            |                                                                              |
| 23-8-1966                                                                    | Kuala Lumpur                                                                 | Corea del Sud                                                                | 0 – 2                                                                        | Birmania                                                                     | Pestabola Merdeka 1966                                                       | -                                                                            |                                                                              |
| 27-8-1966                                                                    | Kuala Lumpur                                                                 | Malaysia                                                                     | 1 – 2                                                                        | Corea del Sud                                                                | Pestabola Merdeka 1966                                                       | -                                                                            |                                                                              |
| 29-7-1967                                                                    | Taipei                                                                       | Corea del Sud                                                                | 1 – 1                                                                        | Indonesia                                                                    | Qual. Coppa d'Asia 1968                                                      | -                                                                            |                                                                              |
| 1-8-1967                                                                     | Taipei                                                                       | Giappone                                                                     | 2 – 1                                                                        | Corea del Sud                                                                | Qual. Coppa d'Asia 1968                                                      | -                                                                            |                                                                              |
| 1-8-1967                                                                     | Taipei                                                                       | Taiwan                                                                       | 1 – 0                                                                        | Corea del Sud                                                                | Qual. Coppa d'Asia 1968                                                      | -                                                                            | 46’                                                                          |
| 11-8-1967                                                                    | Kuala Lumpur                                                                 | Corea del Sud                                                                | 3 – 1                                                                        | Indonesia                                                                    | Pestabola Merdeka 1967                                                       | -                                                                            |                                                                              |
| 13-8-1967                                                                    | Kuala Lumpur                                                                 | Corea del Sud                                                                | 1 – 0                                                                        | Birmania                                                                     | Pestabola Merdeka 1967                                                       | -                                                                            |                                                                              |
| 18-8-1967                                                                    | Kuala Lumpur                                                                 | Taiwan                                                                       | 1 – 2                                                                        | Corea del Sud                                                                | Pestabola Merdeka 1967                                                       | -                                                                            |                                                                              |
| 20-8-1967                                                                    | Kuala Lumpur                                                                 | Corea del Sud                                                                | 3 – 0                                                                        | Singapore                                                                    | Pestabola Merdeka 1967                                                       | 1                                                                            |                                                                              |
| 23-8-1967                                                                    | Kuala Lumpur                                                                 | Malaysia                                                                     | 1 – 3                                                                        | Corea del Sud                                                                | Pestabola Merdeka 1967                                                       | -                                                                            | 46’                                                                          |
| 26-8-1967                                                                    | Kuala Lumpur                                                                 | Corea del Sud                                                                | 0 – 0                                                                        | Birmania                                                                     | Pestabola Merdeka 1967                                                       | -                                                                            | 46’                                                                          |
| Totale                                                                       |                                                                              | Presenze                                                                     | 45                                                                           |                                                                              | Reti                                                                         | 19                                                                           |                                                                              |

## Palmarès

### Giocatore

#### Nazionale
- Coppa d'Asia: 1

1960

#### Individuale
- Capocannoniere della  Coppa d'Asia: 1

1960 (4 reti)

### Allenatore

#### Club
- Campionato sudcoreano: 1

Busan IPark: 1984